# Magdalena Jeziorowská
Magdalena Jeziorowská (* 22. července 1970 Katovice, Polsko) je bývalá polská sportovní šermířka, která se specializovala na šerm kordem. Polsko reprezentovala v devadesátých letech a v prvním desetiletí jednadvacátého století. V roce 1996 získala titul mistryně Evropy v soutěži jednotlivkyň. S polským družstvem kordistek vybojovala třetí místo na mistrovství světa v roce 1994 a na mistrovství Evropy v roce 1998.